# Das Deutsche Mädel
Das Deutsche Mädel war eine nationalsozialistische Zeitschrift, die ab 1933 für eine weibliche Zielgruppe im Alter von 10 bis 18 Jahren produziert wurde.

## Erscheinungszeitraum
Ab Februar 1933 erschien die Zeitschrift zunächst unter dem Titel „Das Deutsche Mädel. Bundesbriefe des BdM“ bzw. „Bundesbriefe des ,Bund Deutscher Mädel‘ in der Hitlerjugend“ (HJ). 1934 erfolgte die Umbenennung in „Das Deutsche Mädel. Die Zeitschrift des Bundes Deutscher Mädel in der HJ.“
Eingestellt wurde die Produktion der Zeitschrift vermutlich im Laufe des Zweiten Weltkrieges.

## Herausgeberschaft und Schriftleitung
Als Herausgeber fungierte zunächst der sogenannte „Reichsjugendführer“ Baldur von Schirach, ab 1934 laut Impressum dann der „Bund Deutscher Mädel in der Hitlerjugend“. Koordiniert wurde die Erstellung der NS-Mädchenzeitschrift aber bis zuletzt durch die „Reichsjugendführung“:
1933 zeichneten nacheinander Lydia Gottschewsky, Irmgard von Maltzahn und Gerda Zimmermann als Schriftleiterinnen verantwortlich. Ab 1934 wurde Hilde Munske Hauptschriftleiterin, sie war zugleich BDM-Amtsreferentin im „Amt für Presse und Propaganda der Reichsjugendführung“.
Die Zusammenstellung jenes Teil der Zeitschrift, der die sogenannten „Jungmädel“ adressieren sollte, verantwortete laut Impressum Lydia Schürer-Stolle. Sie war zugleich Jungmädel-Referentin der „Reichsjugendführung“.
Waren die Artikel des 1933er-Jahrgangs zunächst noch von BDM-Gauführerinnen und ähnlichen Funktionären geschrieben worden, erschienen ab 1934 deutlich mehr Zuschriften und Artikel, die (angeblich) von „Mädel“ aus dem gesamten „Reich“ geschrieben wurden. Dies sollte dem „Mitmachcharakter“ der Mädchenzeitschrift zutragen und damit für die Zielgruppe attraktiver werden.

## Aufbau und Gestaltung
Die nationalsozialistische Mädchenzeitschrift bestand neben Artikeln über NS-Organisationen o. ä. vor allem aus als Erlebnisberichte konzipierten Texten, aus Liedtexten, Gedichten und großflächigen Fotografien. 
Die Zeitschrift stellte Berichte über das Wirken der NS-Jugendorganisationen in den Vordergrund. Dies sollte zum einen die nationalsozialistischen Organisationen wie den BDM für die weibliche Zielgruppe interessant und attraktiv machen, zum anderen sollte der Einfluss staatlicher Organisationen auf die Erziehung der Kinder und Jugendlichen gegenüber Eltern u. a. legitimiert werden.
Die u. a. rassistische NS-Ideologie war zielgruppengerecht aufgearbeitet, indem vor allem eine Gemeinschaft „deutschrassiger“ oder „deutschstämmiger“ Mädchen entworfen wurde und die jungen Leserinnen an Handlungsfelder wie Mutterschaft und kulturelles Brauchtum herangeführt wurden, die für ihr späteres Dasein als Frauen in einer NS-Gemeinschaft relevant werden sollten.